# Eleocharis argentina
Eleocharis argentina là loài thực vật có hoa trong họ Cói. Loài này được Barros mô tả khoa học đầu tiên năm 1947.